# Jérôme de Moravie
Jérôme de Moravie, ou le Morave est un dominicain actif à Paris à la fin du XIIIe siècle, auteur d'un important traité sur la musique.

## LeTractatus de musica
Dominicain, il séjournait au couvent des frères prêcheurs de la rue Saint-Jacques à Paris. Jérôme de Moravie y était probablement enseignant. Il réalisa une synthèse des connaissances de son temps, non pas en théorisant, mais en juxtaposant tous les auteurs contemporains qu'il put et la somme de toutes les musiques : spéculative, pratique, religieuse, profane, plain-chant, musique « mesurable », règles de psalmodie et du discantus. L'auteur, résumant lui-même le projet, destine le traité aux novices, nécessaire à l'enseignement des chantres :

« En sorte que qu'il ne soit pas nécessaire à celui qui cherche un enseignement de parcourir un grand nombre de livres, la brièveté synthétique lui offre ce qu'il cherche sans peine. »

— Tractatus de musica
Ce projet correspond bien à l'effort dominicain de divulgation du savoir. Mais il ne s'agit en aucun cas d'une encyclopédie car il manque de grands textes du XIe et des théoriciens, on parlera plutôt d'une compilation.
Le Tractatus de musica est conservé à Paris B.N, Ms. lat. 16663. C'est l'unique manuscrit connu, peut-être une copie réalisée « par des maîtres ou des étudiants pour leur propre compte ». Il est composé de 94 feuillets de format 24,5 × 18 cm. La date de rédaction est postérieure à 1274 et antérieure à 1306. En effet son premier possesseur connu, Pierre de Limoges, en fait don à la Sorbonne à son décès. Ensuite le manuscrit figura parmi les livres publics de consultation usuelle, dans la chapelle du collège jusqu'en 1615, parmi les œuvres d'astronomie, de mathématique, beaucoup traduits de l'arabe. 

### Structure et contenu
Le traité est composé de trois parties, réparties en vingt-huit chapitres. 
- Enseignement fondamental (théorie, classification…) : ch. 1-9
- Une musica plana (théorie des intervalles, modes, tonaire, nuances…) : ch. 10-25
- Une musica mensurabilis : ch. 26.

Outre des éléments structurants du traité (ch. 2 à 9), on retrouve des citations et paraphrases nombreuses du De musica cum Tonario (v. 1100) de Jean d'Afflighem (appelé aussi John Cotton), mais souvent approximatives ou fragmentaires ; la reproduction intégrale de la Musica mensurabilis de Pierre le Picard ; des citations de Jean de Garlande pour sa définition de la musique. 
Jérôme emprunte aussi beaucoup à Boèce (v. 480-524/5), bien que l'ouvrage ne soit pas au programme de la faculté des arts de Paris. Il reproduit notamment les livres deux à quatre du De institutione musica, et le cite abondamment en ce qui concerne les livres un et cinq (la Sorbonne en possédait deux copies). Le texte de Boèce a été composé « pour transmettre aux Latins l'essentiel de la "philosophie" grecque ».
Jérôme tire aussi parti d'autres traités plus modestes en taille, tel le Speculum doctrinale de Vincent de Beauvais, mais essentiels en référence (elle aussi boécienne). Au chapitre VII, Subdivisiones musicæ Ricardum, il cite Hugues de Saint-Victor, ainsi que les Étymologies d'Isidore de Séville (VIe-VIIe siècles), le livre III (ch. 15-23), étant consacré entièrement à la musique (et déjà cité par Vincent de Beauvais).
D'un point de vue plus doctrinal, on reconnaîtra l'influence d'Aristote dont les traités sont l'essentiel de l'enseignement de la philosophia naturalis de la faculté. Il le cite trois fois précisément : De caelo et mundo, De anima et le livre des Physiques. Il emprunte en outre à Thomas d'Aquin un long commentaire du De caelo qui refuse toute idée d'harmonie des sphères (ch. 7).

## Édition
- Jérôme de Moravie, Hieronymi de Moravia Tractatus de musica, éd. Chrisrian Meyer et Guy Lobrichon, avec la coll. de Carola Hertel-Geay. Turnhout, Brepols, 2012 (Corpus Christianorum Continuatio Mediaevalis (CCCM), 250), 280 p.,  (ISBN 978-2-503-54210-2)).